# 山本英二
山本 英二（やまもと えいじ、1961年9月29日 - ）は、日本の日本史学者。信州大学人文学部教授。専攻は日本近世史。

## 来歴
長野県下高井郡山ノ内町生まれ。1984年（昭和59年）に國學院大學文学部を卒業した。1986年(旧)東京都立大学大学院修士課程修了、1992年國學院大學大学院博士課程後期単位取得退学、1990年代の平成4年（1992年）から平成6年（1994年）に徳川林政史研究所研究員。1999年「慶安御触書成立試論」で歴史学博士（國學院大學）。1994年信州大学人文学部助教授、2007年准教授、2010年教授。
慶安2年（1649年）に江戸幕府が農民統制のために発布した法令と考えられていた慶安御触書が、元禄10年（1697年）の甲斐国甲府藩領の農民教諭書を元に、江戸時代後期に至って幕府法令であるとする伝承が付会されたものであったことを明らかにした。

## 著書
- 『慶安御触書成立試論』日本エディタースクール出版部、1999
- 『慶安の触書は出されたか』山川出版社 日本史リブレット、2002

共編
- 『〈江戸〉の人と身分 2 村の身分と由緒』白川部達夫共編 吉川弘文館、2010
- 『信州松本藩崇教館と多湖文庫』鈴木俊幸共編 新典社、2015